# Afacerea Daily Telegraph
Afacerea Daily Telegraph a fost numele sub care a devenit cunoscut scandalul care a urmat publicării pe 28 octombrie 1908 în ziarul britanic The Daily Telegraph a „interviului”  kaiserului Wilhelm al II-lea, care intenționase să îmbunătățească relațiile germano-britanice. A fost o gafă diplomatică importantă, care a înrăutățit relațiile bilaterale și a afectat grav reputația lui kaiserului. Împăratul avea să joace un rol mult redus în laurea de decizii de politică externă după acest episod. Incidentul a avut un efect mult mai mare în Germania decât peste graniță.

## Articolul publicat
The Daily Telegraph a publicat un text prezentat ca „interviu” cu kaiserul. De fapt, era vorba de notele revizuite ale unui ofițer al forțelor terestre britanice,  Edward Montagu-Stuart-Wortley, luate în timpul conversațiilor cu Wilhelm al II-lea din 1907. 
În interviu, Wilhelm a făcut mai multe declarații controversate și jignitoare.
Telegraph a trimis textul în limba împăratului Wilhelm pentru aprobare, care l-a alocat în schimb cancelarului Bernhard von Bülow pentru verificare, care avea să declare mai târziu că era prea ocupat pentru editarea documentului. Criticii lui Bülow afirmă în schimb că el nu a vrut să îl corecteze pe kaiser. Bülow l-a trimis în schimb secretarului de stat Wilhelm von Schoen, căruia i-a cerut o traducere oficială și, în plus, i-a cerut să facă orice observație care s-ar fi dovedit necesară. Schoen era plecat, iar manuscrisul a ajuns în lipsa lui la subsecretarul de stat Stemrich, care l-a citit și l-a trimis mai departe fără niciun comentariu lui Reinhold Klehmet. Klehmet a crezut că el trebuie doar să corecteze unele erori, dar nu a adăugat niciun comentariu. Documentul a fost returnat lui Bülow care, fără să îl citească, l-a trimis mai departe lui Wilhelm, care nu a văzut niciun motiv ca articolul să nu fie publicat. Articolul a fost publicat la timp, dar a provocat o adevărată furtuna. În articol apăreau câteva afirmații controversate, foarte dăunătoare relațiilor diplomatice, dintre carea cea mai scandaloasă a fost: 
 Voi, englezii, sunteți nebuni, nebuni, nebuni ca iepurii în luna martie. Ce s-a întâmplat cu voi de v-ați abandonat suspiciunilor atât de nedemne de o mare națiune? 
Wilhelm a considerat că interviul este un prilej favorabil pentru promovarea ideilor sale despre prieteneia anglo-germană ,  dar datorită izbucnirilor sale emoționale din timpul interviului, el a sfârșit prin a-i ofensa nu numai pe britanici, ci și pe francezi, ruși și japonezi.  El a insinuat printre altele, că germanilor nu le păsa de britanici, că francezii și rușii au încercat să îi facă pe germani să intervină în războiul cu burii și că dezvoltarea flotei militare de suprafață germane nu era făcută împotriva britanicilor, ci împotriva japonezilor.

## Urmări
Liderii britanici ajunseseră deja la concluzia că Wilhelm era oarecum labil psihic și au văzut declarațiile sale ca o dovadă în plus a pesonalității sale nestatornice, nu ca pe o indicație a unei ostilități oficiale germane.
Criza Daily Telegraph i-a afectat încrederea în sine a kaiserului, care până atunci fusese la cote maxime, iar Wilhelm a suferit imediat o depresie severă, din care nu și-a revenit niciodată complet. El a pierdut în bună parte influența pe care o exercitase până atunci în politica internă și externă.
Urmările în Germania a fost foarte importante. Stinghereala puternică a făcut loc în scurtă vreme la apeluri serioase pentru abdicarea kaiserului. Politicianul latifundiarului conservator Elard von Oldenburg-Januschau a fost singurul membru al Reichstagului care l-a apărat pe kaiser de-a lungul întregii perioade de criză. Wilhelm a rămas în umbră pentru mai multe luni după declanșarea scandalului Daily Telegraph, căzând într-o depresie profundă, fără să se recupereze după umilințele suferite. El avea să se răzbune mai târziu obligându-l pe cancelarul Bülow să demisioneze,  pentru că șeful executivului  îl pe împărat expusese disprețului public atunci când nu verificase interviul mai înainte de publicare.  Bülow își amintea în memoriile sale: 
 O prevestire întunecată a străbătut mulțimea de germani, că asemenea discurs și acțiune ... prostești, chiar puerile, din partea șefului suprem de stat puteau conduce doar la un singur lucru – catastrofa.